# Landry Nnoko
Landry Christ Nnoko (Yaundé, 9 de abril de 1994) es un jugador de baloncesto camerunés que pertenece a la plantilla del Bursaspor de la BSL turca. Con 2,08 metros de estatura, juega en la posición de pívot.

## Trayectoria deportiva

### Universidad
Jugó durante cuatro temporadas con los Tigers de la Universidad Clemson, en las que promedió 5,8 puntos, 4,7 rebotes y 1,7 tapones por partido. En su última temporada fue incluido por la prensa y los entrenadores en el mejor quinteto defensivo de la Atlantic Coast Conference. Al finalizar su carrera se situó en la quinta posición histórica de su universidad en tapones, con 212.

### Profesional
Tras no ser elegido en el Draft de la NBA de 2016, jugó las Ligas de Verano de la NBA con los San Antonio Spurs y con Orlando Magic, disputando 3 partidos en los que promedió 3,7 puntos y 2,7 rebotes. En agosto firmó su primer contrato profesional con el Victoria Libertas Pesaro de la Lega Basket Serie A.
En julio de 2020, se compromete por una temporada con Estrella Roja de la ABA Liga.
El 15 de agosto de 2021, regresa al Baskonia de la Liga Endesa. En su etapa en Baskonia disputó trece partidos de Liga Endesa, con unos números promedio de 6,2 puntos y 4,4 rebotes por encuentro.
El 5 de enero de 2022, tras rescindir su contrato con Baskonia, firma por San Pablo Burgos de la Liga Endesa, hasta el final de la temporada.
En la temporada 2022-23, firma por el Ignite de la NBA G League.
El 18 de agosto de 2023 fichó por una temporada con el BCM Gravelines de la LNB Pro A francesa.
El 16 de julio de 2024 fichó por el Panionios B.C. de la A1 Ethniki griega..
El 30 de julio de 2025 firmó con el Bursaspor Basketbol de la Basketbol Süper Ligi (BSL) turca.

## Vida personal
Es primo del también jugador profesional Luc Mbah a Moute.